# 拉杜·達古辛
拉杜·馬泰·達古辛（羅馬尼亞語：Radu Matei Drăgușin，發音：[ˈradu maˈtej drəguˈʃin]；2002年2月3日—）是一名羅馬尼亞職業足球員，司職後衛，效力於英超球隊熱刺和羅馬尼亞國家隊。主要司職中後衛，也可以踢右後衛。
達古辛於2020年在意大利俱樂部尤文圖斯預備隊開始了他的職業生涯，同年在他18歲時首次代表一線隊出場。及後分別租借到桑普多利亞、沙勒尼塔納和熱那亞後，在2023年與熱那亞簽訂了永久合約。2024年1月加盟英超球隊熱刺。
在國際比賽中，達古辛代表羅馬尼亞U21參加了2021年欧洲U-21足球锦标赛的一場比賽。翌年在羅馬尼亞0-1輸給希臘的國際友誼賽中首次代表一線隊亮相。

## 榮譽
尤文圖斯U23
- 意丙聯賽意大利盃：2019–20年

尤文圖斯
- 意大利盃：2020–21年
- 意大利超級盃：2020年

 热刺
- 欧洲联赛冠軍：2024–25年[3]

個人
- 羅馬尼亞年度足球先生：2023年[4]

## 外部連結
- Soccerway資料庫：拉杜·達古辛
- 足球数据库：拉杜·達古辛的球员统计数据